# محمد بن المحروق
محمد بن المحروق كان وزيرًا في إمارة غرناطة. كان يعمل وكيلًا، أي المشرف على أموال السلطان، في عهد إسماعيل الأول (حكم. 1314–1325). وبقي في المنصب عند تولي محمد الرابع العرش، وبعد بضعة أشهر ترقى إلى وزير، ليحل محل أبي الحسن بن مسعود الذي توفي. منذ أواخر عام 1326، شارك ابن المحروق في حرب أهلية ضد منافسه السياسي عثمان بن أبي العلاء. ولإنهاء الحرب الأهلية، أمر محمد الرابع باغتياله في 6 تشرين الثاني 1328، أثناء لقائه بجدة السلطان فاطمة بنت الأحمر.

## الاستشهادات
1. 1 2  Arié 1973، صفحة 214.
2. ↑  Fernández-Puertas 1997، صفحة 3.
3. ↑  Vidal Castro: Muhammad IV.